# Hanamigawa-ku
Hanamigawa-ku (花見川区?) è uno dei sei quartieri amministrativi della città di Chiba, in Giappone.